# أنساه أووسو
أنساه أووسو (بالإنجليزية: Ansah Owusu)‏ هو لاعب كرة قدم بريطاني في مركز الوسط، ولد في 22 نوفمبر 1979 في حي هكني في لندن في المملكة المتحدة. لعب مع ريث روفرز ونادي بريستول روفيرز ونادي تشيلمسفورد ونادي ويمبلدون.

## وصلات خارجية
- أنساه أووسو على موقع Soccerbase.com (لاعب) (الإنجليزية)